# La Talaia (Mediona)
La Talaia és una muntanya de 515 metres que es troba al municipi de Mediona, a la comarca de l'Alt Penedès.